# Rio Teixeira (Paiva)
O rio Teixeira nasce na serra de Montemuro a 1350 metros de altitude, e desagua no rio Paiva, em Pinheiro, Castro Daire.